# Puchar CEDEAO
Puchar CEDEAO (fr. Coupe CEDEAO) – rozgrywki piłkarskie w Afryce Zachodniej organizowane przez CEDEAO dla reprezentacji członków CEDEAO.

## Historia
Zapoczątkowany został w 1983 roku przez ECOWAS (ang. ECOWAS – Economic Community Of Western African States jest równoznaczna fr. CEDEAO – Communauté Economique Des Etats de l’Afrique de l’Ouest). Turniej był regionalny i otrzymał nazwę Puchar CEDEAO lub Mistrzostwa Strefy 3 (ang. „Zone 3” Championship), tak jak w nich uczestniczyły tylko reprezentacji z afrykańskiej strefy 3. Afrykańska Strefa 2 również organizowała własny turniej Puchar Amílcar Cabral, nazwany imieniem wyzwoliciela Gwinei Bissau Amílcar Cabral.
Turniej mógł również odbyć się w 1977, ale są znane niewiele danych.
Rozgrywki trwały do 1991 roku. Pierwszy i ostatni turniej wygrała reprezentacja Wybrzeża Kości Słoniowej.

## Finały
| 1983 Szczegóły | Wybrzeże Kości Słoniowej | Wybrzeże Kości Słoniowej | 2 – 1 1 – 0    | Togo                     | Mali                     | 1 – 1 | Nigeria      |
| 1985 Szczegóły | Senegal                  | Senegal                  | System grupowy | Wybrzeże Kości Słoniowej | Gwinea                   |       | Mali         |
| 1987 Szczegóły | Liberia                  | Wybrzeże Kości Słoniowej | 2 – 1          | Liberia                  | Senegal                  | 1 – 0 | Burkina Faso |
| 1990 Szczegóły | Nigeria                  | Nigeria                  | 1 – 1          | Senegal                  | Wybrzeże Kości Słoniowej | 1 – 0 | Liberia      |
| 1991 Szczegóły | Wybrzeże Kości Słoniowej | Wybrzeże Kości Słoniowej | 1 – 0          | Senegal                  | Ghana                    | 3 – 1 | Nigeria      |

## Statystyki
| Lp.  | Drużyna                  | Mistrz | Wicemistrz | Lata triumfów      |
| ---- | ------------------------ | ------ | ---------- | ------------------ |
| 1.   | Wybrzeże Kości Słoniowej | 3      | 1          | 1983*, 1987, 1991* |
| 2.   | Senegal                  | 1      | 2          | 1985*              |
| 3.   | Nigeria                  | 1      | 0          | 1990*              |
| 4-5. | Togo                     | 0      | 1          |                    |
|      | Liberia                  | 0      | 1          |                    |

* = jako gospodarz